# CS Herediano
Club Sport Herediano – kostarykański klub piłkarski z siedzibą w mieście Heredia, stolicy prowincji Heredia. Występuje w rozgrywkach Primera División. Domowe mecze rozgrywa na obiekcie Estadio Eladio Rosabal Cordero.

## Osiągnięcia

### Krajowe
- Primera División

| zwycięstwo (31):     | 1921, 1922, 1924, 1927, 1930, 1931, 1932, 1933, 1935, 1937, 1947, 1948, 1951, 1955, 1961 (A), 1978, 1979, 1981, 1985, 1987, 1993, 2012 (V), 2013 (V), 2015 (V), 2016 (V), 2017 (V), 2018 (A), 2019 (A), 2021 (A), 2024 (A), 2025 (C) |
| drugie miejsce (25): | 1925, 1939, 1944, 1946, 1953, 1960, 1974, 1980, 1988, 2001, 2004, 2007 (I), 2009 (V), 2010 (I), 2011 (I), 2012 (I), 2013 (I), 2014 (I), 2016 (I), 2017 (A), 2018 (C), 2020 (A), 2021 (C), 2022 (A), 2023 (A)                         |

- Copa de Costa Rica

| zwycięstwo (11):     | 1924, 1935, 1939, 1945, 1945, 1947, 1954, 1955, 1956, 1959, 1961 |
| drugie miejsce (11): | 1925, 1929, 1935, 1937, 1937, 1950, 1960, 1965, 1972, 2015, 2022 |

- Supercopa de Costa Rica

| zwycięstwo (3):     | 2020, 2022, 2024 |
| drugie miejsce (3): | 1979, 2012, 2023 |

### Międzynarodowe
- Liga CONCACAF

| zwycięstwo (1):     | 2018 |
| drugie miejsce (0): | –    |

## Historia
Herediano powstał 21 czerwca 1921 w wyniku fuzji klubów piłkarskich Club Sport Renacimiento, Club Sport Juan J. Flores oraz Club Sport Cristóbal Colón. Akt założycielski podpisali piłkarze różnych klubów (takich jak La Libertad czy Gimnástica Española): José Joaquín „Toquita” Gutiérrez, Eladio Rosabal Cordero, Víctor Manuel Ruiz, Gilberto i Claudio Arguedas oraz Luis Valerio.
Klub już 1 lipca 1921 zakupił teren pod boisko piłkarskie oraz w tym samym roku wywarł presję na rząd kostarykański, by doprowadzić do utworzenia kostarykańskiej federacji piłkarskiej (Federación Costarricense de Fútbol). Następnie szybko doprowadzono do organizacji pierwszych mistrzostw Kostaryki, wygranych przez Herediano.
W 1925 Herediano rozegrał pierwsze mecze międzynarodowe – stało się to podczas wojażu na Jamajkę, gdzie drużyna z Kostaryki rozegrała 6 meczów, z których 4 wygrała, 1 zremisowała i 1 przegrała.
W 1928 Herediano udał się na tournée po Salwadorze, gdzie rozegrał kilka meczów z miejscowymi klubami. Dwukrotnie pokonał drużynę Cuscatlán – 11:0 i 11:1. Pokonali także FAS Santa Ana 4:0 oraz Sonsonate 8:0.
Najsłynniejsze zwycięstwo klubu miało miejsce w 1932 roku na Estadio Nacional w La Sabana, gdzie Herediano pokonał 3:1 reprezentację Argentyny.
W pierwszej dekadzie swego istnienia Herediano 6 razy zdobył mistrzostwo Kostaryki, w tym 4 razy z rzędu.

## Aktualny skład
Stan na 1 lutego 2023.
| Nr | Poz. | Piłkarz                  |
| -- | ---- | ------------------------ |
| 2  | OB   | Aarón Salazar            |
| 3  | OB   | Fernán Faerron           |
| 4  | PO   | Orlando Galo             |
| 7  | NA   | Yendrick Ruiz            |
| 8  | PO   | Douglas López            |
| 9  | NA   | Anthony Contreras        |
| 10 | PO   | Yeltsin Tejeda (kapitan) |
| 11 | OB   | Diego González           |
| 12 | PO   | Jefferson Brenes         |
| 14 | NA   | Arturo Campos            |
| 15 | NA   | Kenneth Vargas           |
| 17 | NA   | Jesús Godínez            |
| 19 | NA   | Josimar Méndez           |
| 20 | BR   | Bryan Segura             |
| 22 | NA   | Kennedy Rocha            |

| Nr | Poz. | Piłkarz              |
| -- | ---- | -------------------- |
| 23 | OB   | John Ruiz            |
| 24 | OB   | Miguel Basulto       |
| 25 | PO   | Royner Rojas         |
| 26 | NA   | Brayan Rojas         |
| 27 | PO   | Gabriel Leiva        |
| 28 | PO   | Gerson Torres        |
| 29 | PO   | Nextaly Rodríguez    |
| 31 | BR   | Carlos Umaña         |
| 32 | BR   | Steven Orias         |
| 37 | OB   | Keysher Fuller       |
| 77 | NA   | José Guillermo Ortiz |
| 90 | OB   | Waylon Francis       |
| 94 | NA   | John Jairo Ruiz      |
| 97 | OB   | Rawy Rodríguez       |
| 99 | OB   | Keyner Brown         |